# Цзинь (язык)
Цзинь, или шаньсийский (кит. трад. 晋语, упр. 晉語, пиньинь jìnyǔ) — один из китайских языков, традиционно считающийся диалектом китайского языка. Распространён в основном в провинции Шаньси и в центрально-южной части автономного района Внутренняя Монголия, а также в провинциях Хэбэй, Хэнань, Шэньси. Иногда включают как один из диалектов севернокитайского языка.

Китайские языки

До 1980-х годов цзинь считался повсеместно диалектом северокитайского языка. В 1985 году, однако, Ли Жун (Li Rong) предложил рассматривать цзинь как отдельный группу верхнего уровня, похожую на кантонский язык или язык у. Его главным критерием было то, что диалекты цзинь сохранили входящий тон как отдельную категорию, всё ещё отмеченную гортанной смычкой как в диалектах У, но отличаются в этом отношении от других диалектов севернокитайского языка. Некоторые лингвисты впоследствии приняли эту классификацию. Тем не менее, ряд лингвистов до сих пор не согласны с тем, что цзинь следует рассматривать как отдельный язык.

## Классификация
- Диалект Хух-Хото 呼和浩特話 (район города Хух-Хото в южно-центральной части АР Внутренняя Монголия и район города Чжанцзякоу (Калган) на северо-востоке пров. Хэбэй)
- Диалект Баотоу 包頭話 (район города Баотоу АР Внутренняя Монголия); иногда объединяют с датунским диалектом
- Датунский диалект 大同話 (район города Датун на севере пров. Шаньси); иногда объединяют с баотоуским диалектом
  - Выделяют также утайский диалект (район Утай на среднем севере пров. Шаньси и на юге центральной части АР Внутренняя Монголия)
- Тайюаньский диалект (или бинчжоуский) 太原話 (район города Тайюань центральной части пров. Шаньси)
  - Люйлянский диалект (район города Люйлян на западе пров. Шаньси и север пров. Шэньси)
  - Чжидань-яньчуаньский диалект 志丹-延川 (районы Чжидань-Яньчуань на среднем севере пров. Шэньси)
- Ханьданьский диалект 邯郸話 (район города Ханьдань пров. Хэбэй, юго-восток пров. Шаньси, а также (если объединять с синьсянским диалектом) север пров. Хэнань)
- Синьсянский диалект 新县話 (район города Синьсян пров. Хэнань); иногда объединяют с ханьданским диалектом